# Drymadusa dorsalis
Drymadusa dorsalis är en insektsart som först beskrevs av Gaspard Auguste Brullé 1832.  Drymadusa dorsalis ingår i släktet Drymadusa och familjen vårtbitare. Inga underarter finns listade i Catalogue of Life.